# Bazylika Nawiedzenia Najświętszej Maryi Panny w Świętej Lipce
Bazylika Nawiedzenia Najświętszej Maryi Panny w Świętej Lipce – barokowe sanktuarium maryjne w Świętej Lipce w województwie warmińsko-mazurskim. Od 2018 posiada status pomnika historii.
Obecnie bazylika należy do dekanatu Kętrzyn I – Południowy Zachód w archidiecezji warmińskiej.

## Historia
Początek kultu Matki Bożej w Świętej Lipce sięga pocz. XIV wieku. Według podań skazany przez sąd w Kętrzynie więzień umieścił na lipie figurkę Matki Bożej, dzięki składanym do niej modlitwom został ułaskawiony. W II poł. XV wieku wybudowano tu kaplicę, która od razu stała się celem pielgrzymek m.in. w 1519 przybył tu wielki mistrz krzyżacki Albrecht Hohenzollern. W 1525 nastąpiła sekularyzacja Prus, zakazano kultu, a ostatecznie kaplicę zniszczono. Ludność pielgrzymowała potajemnie. Sekretarz króla Zygmunta III Wazy Stefan Sadorski kupił w 1618 teren, na którym stała wcześniej kaplica i już rok później ufundował nową świątynię, którą w 1624 przekazał jezuitom. Pielgrzymowali tu zarówno biedni, jak i król Jan Kazimierz, kanclerz litewski Albert Stanisław Radziwił.
Wzniesienie obecnego barokowego kościoła nastąpiło z inicjatywy jezuitów w latach 1688–1693 według projektu nieznanego architekta, a fasada została ukończona w roku 1730. Kontynuację budowy kościoła realizował do 1754 Jerzy Ertli z Wilna. Przed rozpoczęciem budowy trzeba było ustabilizować grunt, przez wbicie weń 10 000 pali z drewna olchowego, ponieważ plac budowy wchodził na bagnisty teren między jeziorem Wirowym i Dejnowa. Krużganki i kaplice narożne powstały w latach 1694–1708, a dom zakonny 1695-1698. Po kasacie zakonu jezuitów i rozbiorach polski ruch pątniczy zamarł, w 1932 powrócili do Świętej Lipki jezuici.
11 sierpnia 1968 r. kardynał Stefan Wyszyński – prymas Polski wraz z metropolitą krakowskim Karolem Wojtyłą, dokonał uroczystej koronacji obrazu Matki Bożej Świętolipskiej mieszczącej się w ołtarzu głównym bazyliki.

## Architektura

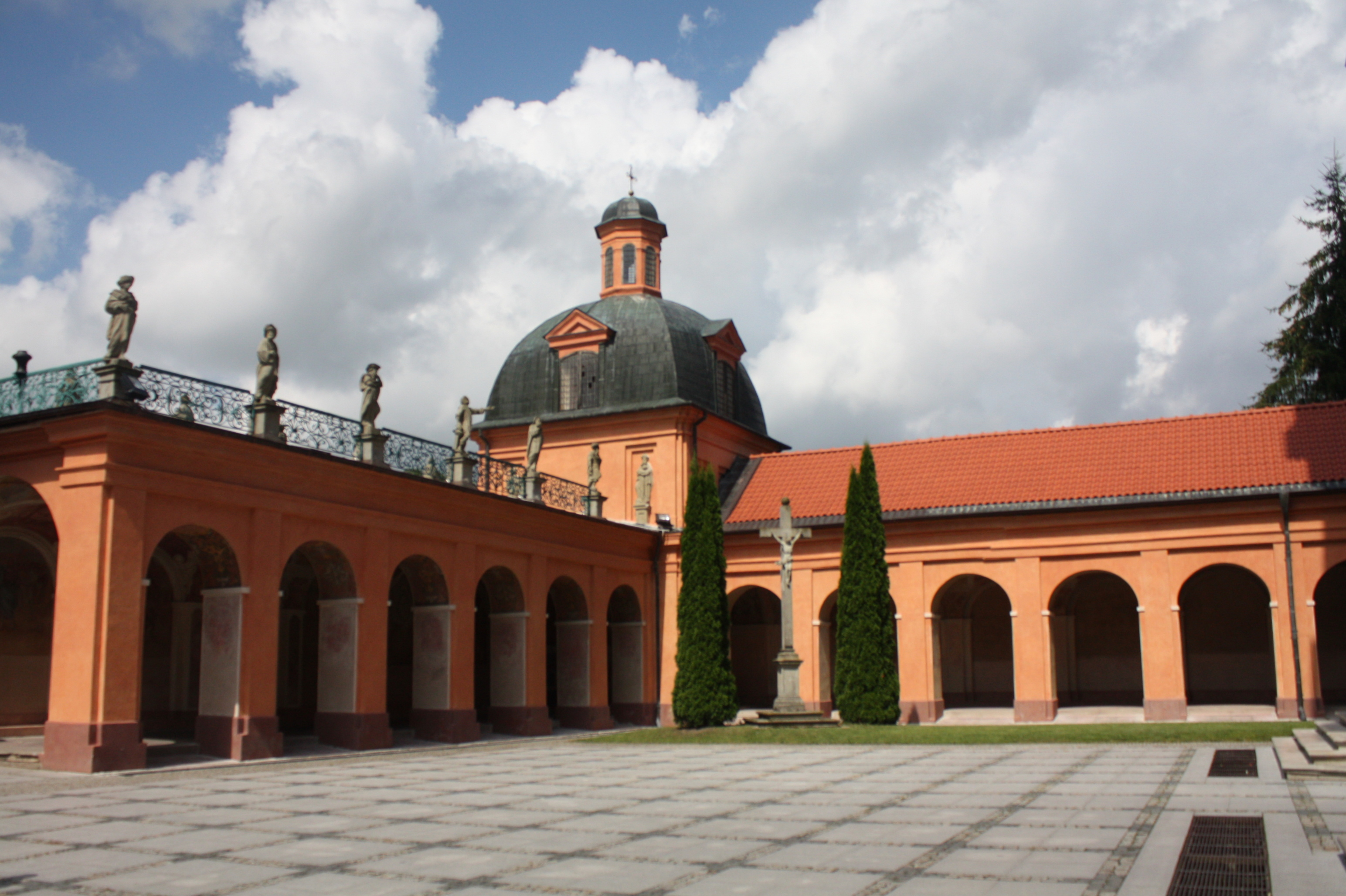
Krużganek i kaplica narożna

Kościół ma formę trójnawowej bazyliki z dwuprzęsłowym prezbiterium, czteroprzęsłowym korpusem nawy głównej i emporami nad nawami bocznymi. Kościół jest otoczony przez czworoboczny krużganek odpustowy, z czterema kaplicami narożnymi. W niszach kaplic i balustradzie krużganka znajdują się wykonane w latach 1744–1748 czterdzieści cztery rzeźby przedstawiające przodków Jezusa Chrystusa, ich autorem jest K. Pervanger z Tolkmicka. Wejście na dziedziniec prowadzi przez bramę z kratą z 1734 o ornamentach roślinnych, jej autorem jest kowal z Reszla Jan Schwartz.
Na fasadzie z lat 1725–1729, przednich kaplicach oraz frontowym ramieniu krużganka ustawiono rzeźby dłuta rzeźbiarza Krzysztofa Perwangera przedstawiające św. Piotra i Pawła. Fasadę flankują dwie wieże ze strzelistymi hełmami z latarniami, umieszczono na nich zegary wykonane w 1740 przez Johanna Albrechta z Królewca. Na osi środkowej kondygnacji fasady znajduje się nisza, w której umieszczono rzeźbę „Matka Boska na lipie” autorstwa reszelskiego rzeźbiarza Jan Christiana Schmidta. W niszach znajdujących się w wieżach znajdują się rzeźby przedstawiające świętych jezuickich tj. Ignacego Loyolę, Franciszka Ksawerego, Stanisława Kostkę i Alojzego Gonzagę. Wnętrze kościoła jest bogato dekorowane polichromią, m.in. malowidłami na sklepieniu z lat 1722–1737, autorstwa Macieja Jana Meyera z fundacji biskupa T. Potockiego. Sklepienie prezbiterium i nawy głównej (poczynając od prezbiterium) ozdobione jest ilustracjami do zawołań litanii loretańskiej – od Królowej Aniołów do Królowej Wyznawców. Ci ostatni są umieszczeni na sklepieniu ostatniego przęsła nawy głównej (przy chórze), a wśród nich (nad południowym oknem nawy głównej) Jadwiga Śląska, Zygmunt III Waza i św. Kazimierz. Ten sam malarz wykonał część malowideł na sklepieniach krużganka.

## Wyposażenie
Pozostałe wyposażenie kościoła to m.in. ołtarz główny z 1712–1714, dzieło Krzysztofa Peuckera i Jana Dobla. W ołtarzu głównym honorowe miejsce zajmuje obraz Matki Bożej Świętolipskiej namalowany w 1640 r. przez Bartłomieja Pensa (obraz ten jest kopią obrazu Matki Bożej Śnieżnej z kościoła Santa Maria Maggiore w Rzymie). Obraz osłonięty jest srebrną sukienką wykonaną (1720) przez złotnika z Królewca Samuela Grew. Dziełem tego samego złotnika jest umieszczone na mensie ołtarzowej wykute ze srebra zdobienie tabernakulum ozdobione przedstawieniem „Ostatniej Wieczerzy” i „Chrystusa z uczniami w Emaus”. Środkowy obraz w ołtarzu głównym Nawiedzenia NMP i górny Wniebowzięcia NMP malowane są przez Piotra Kolberga w 1725. Po bokach znajdują się rzeźby: (od lewej) św. Jana Chrzciciela, Józefa, Joachima i króla Dawida (kondygnacja dolna); św. Andrzej, Piotr, Paweł i Jan Ewangelista (kondygnacja środkowa); św. Wojciech, Szczepan, Kazimierz i Zygmunt (kondygnacja górna).
Na pozostałych ośmiu ołtarzach bocznych obrazy malowane są przez kilku autorów, w tym Marcina Altomonte. Za najlepszy jego obraz Świętej Lipce uważa się obraz „Matka Boża pod Krzyżem” z 1699 umieszczony w ołtarzu Matki Bożej Bolesnej. Prawdopodobnie jest to podarowane przez króla Jana III Sobieskiego wotum po zwycięstwie pod Wiedniem.
Organy z 1719–1721 wykonane zostały przez Jana Josua Mosengla z Królewca. Organy posiadają 40 głosów i ruchome figurki, a prospekt organowy wykonał snycerz z Reszla – Krzysztof Peucker. Ich uruchomienie doprowadziło do powstania szkoły muzycznej działającej w latach 1722–1909, jednym z jej absolwentów był Feliks Nowowiejski.
Ambona wykonana w 1700 przez K. Peuckera ozdobiona płaskorzeźbami ze scenami biblijnymi, naprzeciw na pniu drzewa lipowego ustawionym w 1728 r. umieszczona jest rzeźba Matki Boskiej w sukience srebrnej z 1652. Święta Lipka posiada bogaty skarbiec.